# اسرار عشق
«اسرار عشق» (به انگلیسی: Secrets of Love) تک‌آهنگی از هنرمند اهل آلمان ساندرا کرتو، دی جی بوبو است که در سال ۲۰۰۶ میلادی منتشر شد. این تک‌آهنگ در آلبوم Greatest Hits قرار داشت.
این تک‌آهنگ در چارت‌های جزو ده ترانه اول قرار گرفت.